# One Night Only (bài hát)
"One Night Only" (tạm dịch: "Chỉ một đêm thôi") là ca khúc được trích từ vở kịch Broadway năm 1981, Dreamgirls, với phần lời được viết bởi Tom Eyen và nhạc được thực hiện bởi Henry Krieger. Trong vở kịch, "One Night Only" được trình diễn đến hai lần với hai phiên bản khác nhau. Phiên bản thứ nhất là bản ballad được trình bày bởi nhân vật Effie White cùng phiên bản thứ hai với tiết tấu disco được trình bày bởi nhóm Deena Jones & the Dreams.

## Thông tin bên lề
Hai phiên bản của "One Night Only" đều xuất hiện trong album nhạc phim của Dreamgirl, với sự trình bày của Jennifer Holliday trong vai Effie và Sheryl Lee Ralph, Loretta Devine, cùng Deborah Burrell trong vai nhóm Deena Jones & the Dreams. "One Night Only" sau đó được thu lại cho album của Elaine Paige và Sylvester. Tại Giải Tony Awards, diễn viên Hugh Jackman đã trình diễn ca khúc này cùng các nhóm diễn viên nữ của các vở kịch như Caroline, or Change, Hairspray, và Little Shop of Horrors.
Dreamgirls đã được đạo diễn Bill Condon chuyển thể thành phim điện ảnh với sự hợp tác của hai hãng phim DreamWorks SKG và Paramount vào năm 2006. Trong bản điện ảnh, phiên bản ballad của ca khúc này được trình bày bởi Jennifer Hudson cùng Beyoncé Knowles, Anika Noni Rose, và Sharon Leal trình bày phiên bản tiết tấu disco. Đội sản xuất nhạc R&B The Underdogs là nhà sản xuất của ca khúc này và vài ca khúc khác trong phim. Một bản hòa âm lại được sản xuất bởi Eric Kupper & Richie Jones, và được phát hành bởi Music World Entertainment và Columbia Records trở thành đĩa đơn quảng bá cho album nhạc phim của Dreamgirls vào tháng 8 năm 2006. Ca khúc được sử dụng làm mẫu cho phiên bản "One Night Only" của Lil Wayne. Nhóm nhảy Breaksk8 đã sử dụng ca khúc trong bài nhảy của mình trong America's Best Dance Crew trong Thử thách Broadway. Nhóm nhạc pop Hàn Quốc, Wonder Girls đã trình diễn lại phiên bản này trong tour diễn đầu của họ mang tên 1st Wonder Tour. John Barrowman đồng thời cũng thu âm lại ca khúc này trong album John Barrowman.

## Xếp hạng
"One Night Only" đã xuất hiện trong bảng xếp hạng Đĩa đơn tại Anh với vị trí thứ 67 vào ngày 6 tháng 9 năm 2009 dựa trên số lượng bản tải kĩ thuật số. Sau màn trình diễn cho buổi thử giọng của thí sinh Rozell Phillips trong chương trình The X Factor đã giúp ca khúc nằm trong bảng xếp hạng 100 ca khúc tại Anh ba năm và sau đó đã được phát hành. "One Night Only" là ca khúc thứ hai có vị trí xếp hạng cao trong bộ phim Dreamgirls chỉ sau ca khúc của Beyoncé Knowles, "Listen"

## Danh sách ca khúc
Đĩa mở rộng được hòa âm lại
1. One Night Only (Eric Kupper & Richie Jones Club Mix/Bản được chỉnh sửa) - 4:06
2. One Night Only (Eric Kupper & Richie Jones Club Mix) - 8:27
3. One Night Only (Eric Kupper & Richie Jones Club Mix/Nhạc nền) - 8:27
4. One Night Only (Phiên bản trong phim) - 3:23
5. One Night Only (Phiên bản trong phim/Nhạc nền) - 3:24

Phát hành khác
1. One Night Only (Bản nhạc nhảy) - 6:08

- Bài hát này từ phiên bản Cao cấp của album nhạc phim Dreamgirls, hòa âm lại bởi Eric Kupper và Richie Jones.

## Các bản trình diễn lại
- Treyc Cohen đã trình diễn lại trong chương trình X Factor mùa 7 tại Anh.